# Imposto do frango

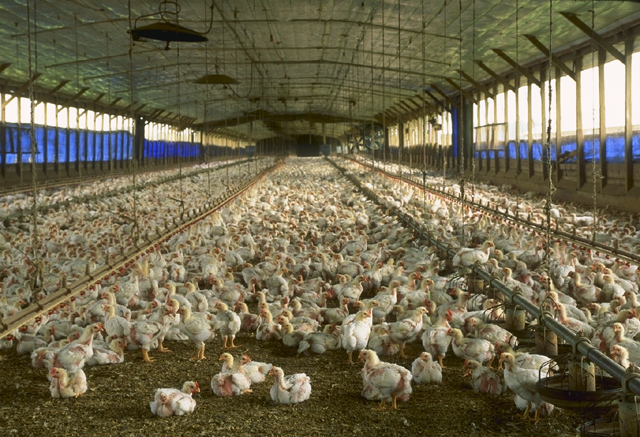
A criação intensiva de frangos nos EUA levou à "Guerra do Frango" de 1961 a 1964 com a Europa.

O imposto do frango é uma tarifa de 2% sobre caminhões leves (e originalmente sobre fécula de batata, dextrina e conhaque) imposta em 1964 pelos Estados Unidos sob o presidente Lyndon B. Johnson em resposta às tarifas impostas pela França e Alemanha Ocidental sobre a importação de frango. O período de 1961 a 1964 de tensões e negociações em torno da questão ficou conhecido como a "Guerra das Galinhas", ocorrendo no auge da política da Guerra Fria.
Eventualmente, as tarifas sobre fécula de batata, dextrina e conhaque foram suspensas, mas desde 1964 essa forma de protecionismo permaneceu em vigor para dar às montadoras domésticas dos EUA uma vantagem sobre os concorrentes importados. Embora permaneça a preocupação sobre sua revogação, um estudo de 2003 do Cato Institute chamou a tarifa de "uma política em busca de uma justificativa".
Como consequência não intencional, diversos importadores de caminhões leves burlaram a tarifa por meio de brechas, conhecidas como engenharia tarifária. Por exemplo, a Ford, que foi uma das principais beneficiárias do imposto, também o evitou ao fabricar caminhões leves Transit Connect de primeira geração para o mercado dos EUA na Turquia; esses Transits eram equipados como veículos de passageiros, o que permitia à Ford evadir o imposto do frango quando os veículos passavam pela alfândega nos Estados Unidos. Os Transits foram retirados na pré-venda de seus assentos traseiros e cintos de segurança, em um depósito da Ford perto de Baltimore. Em 2020, após uma batalha exaustiva entre a Customs and Border Protection (CBP) e a Ford, o recurso da Ford a Suprema Corte dos Estados Unidos para ouvir os argumentos decorrentes de uma reversão de 7 de junho de 2019 de uma decisão do Tribunal de Comércio Internacional foi negado, e a Ford foi condenada a pagar os impostos deficientes e quase US$ 1,3 bilhão em multas.
Da mesma forma, para importar vans de carga construídas na Alemanha, a Mercedes desmontava veículos totalmente completos e despachava os componentes para "um pequeno prédio de montagem de kits" na Carolina do Sul, onde eram remontados. Os veículos resultantes surgiram como fabricados localmente, isentos da tarifa.

## Contexto
Um colunista do "Atlantic Monthly" lamentou o efeito da produção industrializada de frangos sobre a qualidade dos frangos que os EUA estavam exportando, chamando-os de "aves criadas em baterias, alimentadas quimicamente, higienizadas, com acabamento em porcelana, que devolvem o dinheiro se você conseguir sentir o gosto". Um cartoon que acompanhava a coluna retratava o frango sendo alimentado em uma máquina - a "Instofreezo Automatic Food Processor, Packager & Deflavorizer, A Product of the U.S.A." Um executivo de produção fica em cima da máquina enquanto ela bombeia cubos de produto alimentício genérico de frango, que ameaçam engolir o globo.

Em grande parte por causa da criação intensiva de frangos pós-Segunda Guerra Mundial e consequentes reduções de preços, o frango, antes sinônimo de luxo internacionalmente, tornou-se um alimento básico nos EUA. Antes do início dos anos 1960, o frango era proibitivamente caro na Europa. Com as importações de frango barato dos EUA, os preços do frango caíram rápida e drasticamente em toda a Europa, afetando radicalmente o consumo europeu de frango. Em 1961, o consumo per capita de frango aumentou para 23% na Alemanha Ocidental. O frango dos EUA capturou quase metade do mercado europeu de frango importado.
Posteriormente, os holandeses acusaram os EUA de vender frangos a preços abaixo do custo de produção. O governo francês proibiu o frango dos EUA e levantou preocupações de que os hormônios possam afetar a virilidade masculina. As associações de agricultores alemães acusaram as empresas avícolas dos EUA de engordar galinhas artificialmente com arsênico.
Seguindo-se a uma "crise nas relações comerciais entre os Estados Unidos e o Mercado Comum", a Europa avançou com as tarifas, pretendendo que encorajassem a autossuficiência agrícola da Europa no pós-guerra. Os mercados europeus começaram a estabelecer controles de preços de frango. A França introduziu a tarifa mais alta primeiro, persuadindo a Alemanha Ocidental a se juntar a eles - mesmo enquanto os franceses esperavam ganhar uma fatia maior do lucrativo mercado de frango alemão depois de excluir o frango dos EUA. A Europa adotou a Política Agrícola Comum, impondo preços mínimos de importação para todos os frangos importados e anulando obrigações e concessões tarifárias anteriores.
A partir de 1962, os EUA acusaram o Mercado Comum da Europa de restringir injustamente as importações de aves americanas. Em agosto de 1962, os exportadores americanos haviam perdido 25% de suas vendas de frango na Europa. As perdas para a indústria avícola dos EUA foram estimadas em US$ 26 - US$ 28 milhões (equivalente a US$ 251 - US$ 270 milhões em 2023).
O senador J. William Fulbright, presidente do Comitê de Relações Exteriores do Senado e senador democrata de Arkansas, principal estado produtor de aves dos EUA, interrompeu um debate da OTAN sobre armamento nuclear para protestar contra as sanções comerciais ao frango dos EUA, chegando ao ponto de ameaçam cortar as tropas americanas na OTAN. Konrad Adenauer, então chanceler da Alemanha, relatou posteriormente que o presidente John F. Kennedy e ele trocaram muita correspondência durante um período de dois anos, sobre Berlim, Laos, a invasão da Baía dos Porcos, "e acho que cerca de metade dos tem sido sobre galinhas."

## Falha na diplomacia e o UAW

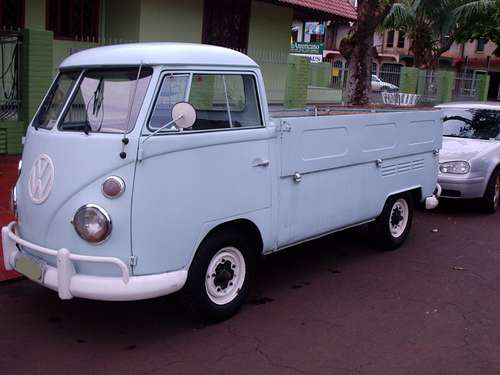
As vendas nos Estados Unidos de vans Volkswagen Tipo 2 em configurações de picape e comerciais foram reduzidas pelo imposto do frango.

A diplomacia falhou após 18 meses, e em 4 de dezembro de 1963, o presidente Johnson impôs um imposto de 25% (quase 10 vezes a tarifa média dos EUA) por ordem executiva sobre fécula de batata, dextrina, conhaque e caminhões leves, a partir de 7 de janeiro de 1964.
Com a proclamação de Johnson, os EUA invocaram seu direito sob o Acordo Geral sobre Tarifas e Comércio (GATT), segundo o qual uma nação ofendida pode aumentar as tarifas em um montante igual às perdas de tarifas discriminatórias. Oficialmente, o imposto visa itens importados da Europa que se aproximam do valor das vendas perdidas de frango americano para a Europa.
Em retrospecto, as fitas de áudio da Casa Branca de Johnson revelaram um quid pro quo não relacionado ao frango. Em janeiro de 1964, o presidente Johnson tentou convencer o presidente da United Auto Workers, Walter Reuther, a não iniciar uma greve pouco antes da Eleição de 1964 e a apoiar a plataforma de direitos civis do presidente. Reuther, por sua vez, queria que Johnson respondesse ao aumento das remessas da Volkswagen para os Estados Unidos.
O imposto do frango restringiu diretamente a importação de Volkswagen Tipo 2 de fabricação alemã em configurações que os qualificavam como caminhões leves, ou seja, vans comerciais e picapes.
Em 1964, as importações americanas de "caminhões automotivos" da Alemanha Ocidental caíram para um valor de US$5.7 milhões - cerca de um terço do valor importado no ano anterior (US$ 53 milhões em 2023). Logo depois, vans de carga e picapes Volkswagen, os alvos pretendidos, "praticamente desapareceram do mercado americano".
Os VW Tipo 2 não foram a única linha de veículos afetada. Como resultado direto do imposto do frango, as montadoras japonesas Toyota (Publica, Crown e Corona), Datsun (caminhão Sunny), Isuzu (Wasp) e Mazda (Familia), que vendiam picapes, utilitários cupê veículos e entregas de painéis nos Estados Unidos na época retiraram esses modelos dos mercados da América do Norte e do Caribe e não trouxeram muitos modelos vendidos em outros lugares.

## Ramificações

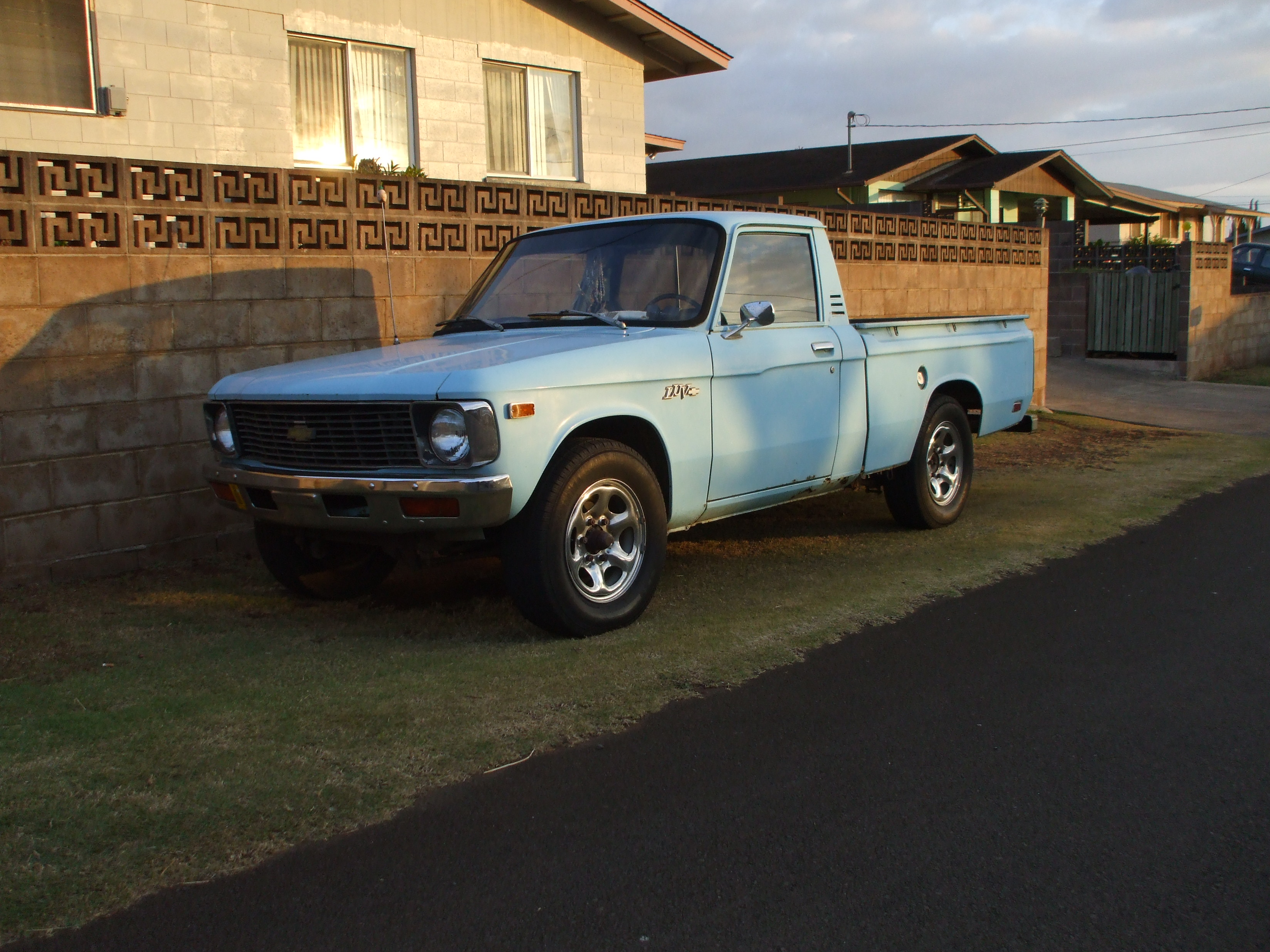
Chevrolet LUV: importado de 1972 a 1980 na configuração chassi-cabine (menos caçamba) para driblar o imposto do frango

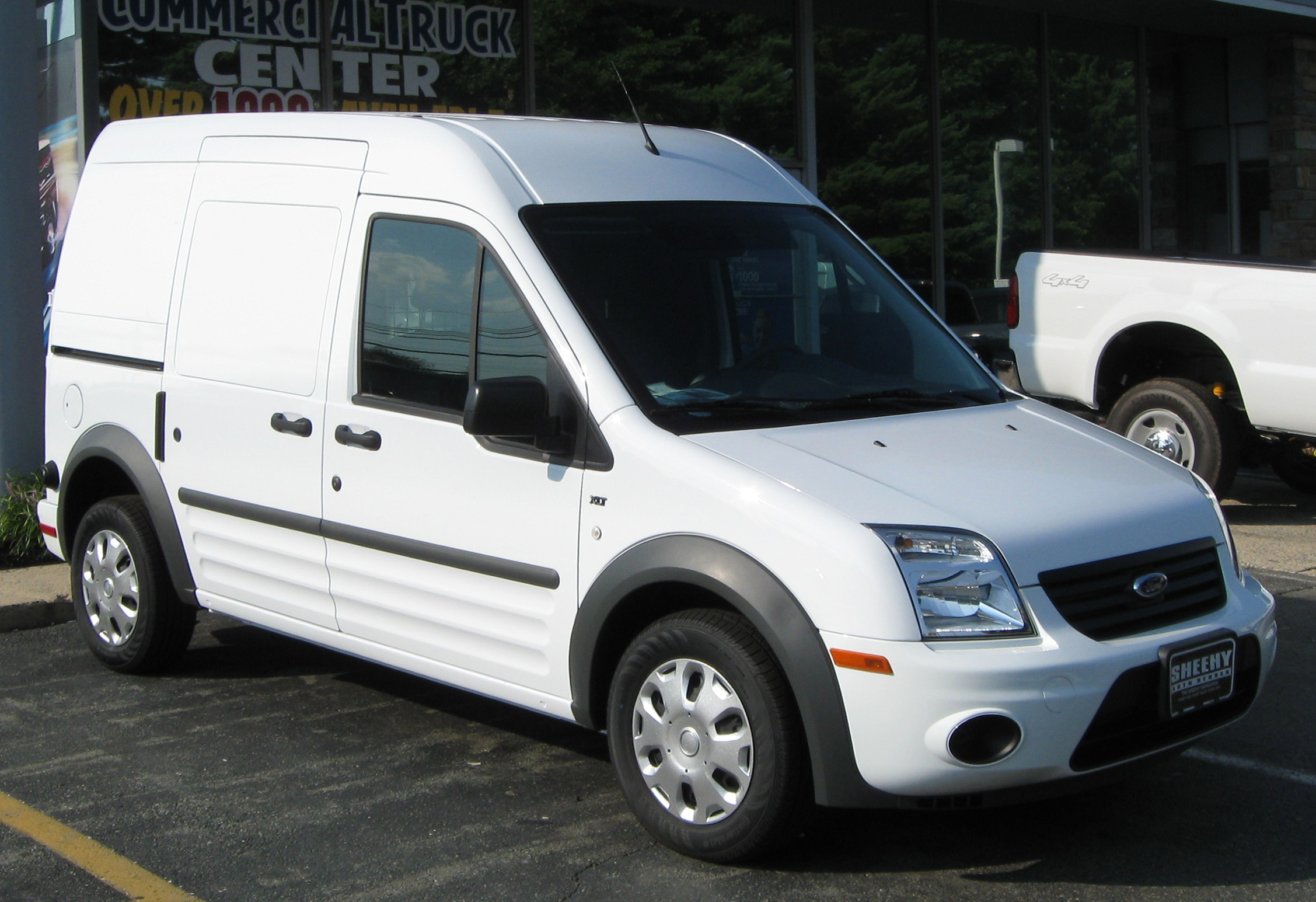
Ford Transit Connect com destino aos EUA: pedaços de seu interior são triturados para contornar o imposto do frango

A tarifa afetou qualquer país que buscasse trazer caminhões leves para os EUA e efetivamente "expulsou pequenas empresas asiáticas de caminhões do mercado de picapes americano". Nos anos seguintes, Detroit fez lobby para proteger a tarifa de caminhões leves, reduzindo assim a pressão sobre Detroit para introduzir veículos que poluíssem menos e oferecessem maior economia de combustível.
Desde março de  2023, a tarifa de 1964 de 25% permanece cobrada sobre caminhões leves importados. Robert Z. Lawrence, professor de comércio internacional e investimento na Harvard University, afirma que o imposto prejudicou a indústria automobilística dos EUA, isolando-a da concorrência real em caminhões leves por 40 anos.

### Contornando a tarifa
Os fabricantes japoneses inicialmente descobriram que poderiam exportar as configurações de "chassi-cabina" (que incluíam o caminhão leve completo, menos a caixa de carga ou caçamba do caminhão) com apenas uma tarifa de 4% Uma caçamba de caminhão seria posteriormente anexada ao chassi nos Estados Unidos e o veículo poderia ser vendido como um caminhão leve. Os exemplos incluem o Chevrolet LUV e o Ford Courier. A brecha "chassis-cab" foi fechada em 1980. De 1978 a 1987, o Subaru BRAT carregava dois assentos voltados para trás (com cintos de segurança e carpete) em sua caçamba traseira para atender à classificação como "veículo de passageiros" e não como caminhão leve.
O Serviço de Alfândega dos EUA mudou as classificações de veículos em 1989, relegando automaticamente os SUVs de duas portas ao status de caminhões leves. A Toyota Motor, a Nissan Motor, a Suzuki (por meio de uma joint venture com a GM) e a Honda Motor. acabaram construindo fábricas de montagem nos Estados Unidos e no Canadá em resposta à tarifa.
De 2001 a 2006, as versões van de carga da Sprinter foram fabricadas em forma de kit de montagem em Düsseldorf, e depois enviadas para uma fábrica em Gaffney, para montagem final com uma proporção de peças de origem local complementando os componentes importados. As versões de carga estariam sujeitas ao imposto se importadas como unidades completas, portanto, a importação em forma de kit desmontado para montagem nos EUA.
Em 2009, a Mahindra & Mahindra Limited anunciou que exportaria picapes da Índia em forma de kit desmontado, novamente para contornar o imposto. São veículos completos que podem ser montados nos EUA a partir de kits de peças enviadas em caixotes. Os planos de exportação foram posteriormente cancelados.
Caminhões leves fabricados no México e no Canadá, como a série Ram de caminhões fabricados em Saltillo, México, e modelos de caminhões Chevrolet, GMC e Ford fabricados no Canadá, não estão sujeitos ao imposto sob o Acordo de Livre Comércio da América do Norte e de 1º de julho de 2020, Acordo Estados Unidos–México–Canadá.